# نجمة الطاقة
نجمة الطاقة (بالإنجليزية: Enegy Star)‏ هو برنامج تديره وكالة حماية البيئة الأمريكية ووزارة الطاقة الأمريكية لتعزيز كفاءة الطاقة. يوفر البرنامج معلومات عن استهلاك الطاقة للمنتجات والأجهزة باستخدام طرق موحدة مختلفة. يوجد ملصق نجمة الطاقة في أكثر من 75 فئة مختلفة من المنتجات المعتمدة والمباني التجارية والمنشآت الصناعية.
تم اعتماد برنامج نجمة الطاقة في السوق الأوروبية بالإضافة إلى نجمة الطاقة في كندا واليابان وتايوان. في الولايات المتحدة، يتم وضع علامة نجمة الطاقة أيضًا على ملصق جهاز دليل الطاقة للمنتجات.

## تاريخ
تم إنشاء برنامج نجمة الطاقة من قبل وكالة حماية البيئة في عام 1992 ويعمل تحت سلطة قانون الهواء النظيف، القسم 103 (ز)، وقانون سياسة الطاقة لعام 2005، القسم 131 (الذي عدل قانون سياسة الطاقة والحفاظ عليها، القسم 324). منذ عام 1992، خفضت نجمة الطاقة وشركاؤها فواتير الطاقة المختلفة بما لا يقل عن 430 مليار دولار.
تدير وكالة حماية البيئة منتجات نجمة الطاقة والمنازل والبرامج التجارية / الصناعية. تقوم وكالة حماية البيئة بتطوير وإدارة محفظة نجمة الطاقة، وهي أداة لتتبع الطاقة وقياس الأداء عبر الإنترنت للمباني التجارية. تدير وزارة الطاقة أداء المنزل باستخدام نجمة الطاقة وتوفر الدعم الفني، بما في ذلك اختبارات التحقق من المنتجات.
بدأت نجمة الطاقة كبرنامج تطوعي لوضع العلامات مصمم لتحديد المنتجات الموفرة للطاقة والترويج لها، وبدأت بوضع ملصقات لمنتجات الكمبيوتر والطابعات. في عام 1995 تم توسيع البرنامج بشكل كبير، بإدخال ملصقات لأنظمة التدفئة والتبريد السكنية والمنازل الجديدة. في عام 2000، تم توجيه اتحاد كفاءة الطاقة من قبل الأعضاء لبدء مسح سنوي لتأثير نجمة الطاقة.
وفقًا لتقرير الطاقة والتوظيف الأمريكي لعام 2016، يشارك 290.000 عامل أمريكي في تصنيع منتجات ومواد بناء معتمدة من نجمة الطاقة. يتوقع التقرير أيضًا أن العمالة في مجال كفاءة الطاقة ستنمو بشكل أسرع بكثير من المجالات الأخرى في قطاع الطاقة - 9% في عام 2017 مقابل متوسط النمو المتوقع بنسبة 5% في جميع قطاعات الطاقة - وتعد نجمة الطاقة جزءًا لا يتجزأ من هذا السوق.

## مواصفات
تختلف مواصفات نجمة الطاقة مع كل عنصر ومنتج، ويتم تعيينها بواسطة وكالة حماية البيئة.

### كمبيوترات
أصبحت مواصفات نجمة الطاقة (نسخة 4.0) لأجهزة الكمبيوتر سارية في 20 يوليو 2007. المتطلبات أكثر صرامة من المواصفات السابقة. هي تتطلب اعتماد 80 بلس المستوى البرونزي أو أعلى لمولد الطاقة للكمبيوتر، وهو برنامج تطوعي يهدف إلى تعزيز كفاءة استخدام الطاقة في وحدات توليد الطاقة في الكمبيوتر. أصبحت نجمة الطاقة (نسخة 5.0) متوفرة في 1 يوليو 2009. أصبحت نجمة الطاقة (نسخة 6.1) متوفرة في 10 سبتمبر 2014. أصبحت نجمة الطاقة (نسخة 7.1) متوفرة في 16 نوفمبر 2018. تم الانتهاء من مواصفات الإصدار 8.0 لأجهزة الكمبيوتر في 15 أكتوبر 2019.

### خوادم
أصدرت وكالة حماية البيئة الإصدار 1.0 من مواصفات خوادم الكمبيوتر في 15 مايو 2009. وقد غطت الخوادم المستقلة بواحد إلى أربعة مقابس وحدة المعالجة المركزية. دخل تصنيف الطاقة الإصدار 2.0 لخوادم الكمبيوتر حيز التنفيذ في 16 ديسمبر 2013. الإصدار 3.0 من مواصفات خوادم الكمبيوتر تحت التطوير.

### أجهزة منزلية
اعتبارًا من أوائل عام 2008، تحتاج الثلاجات المتوسطة إلى توفير 20٪ عن الحد الأدنى من المعايير. تحتاج غسالات الصحون إلى توفير 41٪ على الأقل. تحتوي معظم الأجهزة وكذلك أنظمة التدفئة والتبريد على ملصق دليل الطاقة أصفر يوضح التكلفة السنوية للتشغيل. يتم إنشاء هذا الملصق من خلال لجنة التجارة الفيدرالية وغالبًا ما يظهر ما إذا كان الجهاز مصنفًا وفقًا لنجمة الطاقة. بينما يشير ملصق نجمة الطاقة إلى أن الجهاز أكثر كفاءة في استخدام الطاقة من الحد الأدنى من الإرشادات، فإن شراء منتج يحمل علامة نجمة الطاقة لا يعني دائمًا أن المرء يحصل على الخيار الأكثر كفاءة في استخدام الطاقة. على سبيل المثال، أجهزة شفط الرطوبة المصنفة أقل من 25 باينتًا أمريكيًا (12 لترًا) في اليوم من استخراج المياه تحصل على تصنيف نجمة الطاقة إذا كان معاملها للطاقة 1.2 (الأعلى هو الأفضل)، بينما تلك المصنفة 25 باينتًا أمريكيًا (12 لترًا) إلى 35 باينتًا أمريكيًا (17 لترًا) في اليوم تحصل على تصنيف نجمة الطاقة لعامل طاقة 1.4 أو أعلى. وبالتالي، قد يكون جهاز شفط الرطوبة ذو السعة العالية ولكن غير مختار من نجمة الطاقة بديلاً أكثر كفاءة في استخدام الطاقة من طراز نجمة الطاقة المختار ولكن ذو السعة المنخفضة. كما تم انتقاد حاسبة التوفير في برنامج نجمة الطاقة بسبب الافتراضات غير الواقعية والتي تميل إلى تضخيم فوائد التوفير للمستهلك العادي.
هناك عامل آخر لم تنظر فيه وكالة حماية البيئة ووزارة الطاقة وهو التأثير الكلي لمتطلبات توفير الطاقة على المتانة وعمر الخدمة المتوقع للجهاز المصمم. على سبيل المثال، يمكن جعل الثلاجة أكثر كفاءة من خلال استخدام تباعد أكثر عزلًا وضاغط سعة أصغر باستخدام الإلكترونيات للتحكم في التشغيل ودرجة الحرارة. ومع ذلك، ستأتي في المقابل مشاكل مثل تقليل التخزين الداخلي (أو زيادة الكتلة الخارجية) أو تقليل عمر الخدمة بسبب الضاغط أو الأعطال الإلكترونية المكلفة. على وجه الخصوص، تخضع أدوات التحكم الإلكترونية المستخدمة في أجهزة الجيل الجديد للتلف من الصدمات أو الاهتزازات أو الرطوبة أو ارتفاعات الطاقة في الدائرة الكهربائية التي يتم توصيلها بها. أشار النقاد إلى أنه حتى لو كان الجهاز الجديد موفرًا للطاقة، فإن أي جهاز استهلاكي لا يرضي العملاء، أو يجب استبداله مرتين مثل سابقه، يساهم في تلوث مدافن النفايات وإهدار الموارد الطبيعية المستخدمة في الصناعة.

### أنظمة التبريد والتدفئة
تتوفر مضخات حرارية غلايات وأنظمة تكييف هواء وأفران مؤهلة من نجمة الطاقة. بالإضافة إلى ذلك، يمكن تخفيض فواتير التبريد والتسخين بشكل كبير مع مانع تسريب الهواء ووضع مانع تسريب في القنوات. يقلل مانع تسرب الهواء الهواء الخارجي الذي يخترق المبنى، ويمنع مانع تسريب القنوات هواء العلية أو الطابق السفلي من دخول القنوات ويقلل من كفاءة نظام التدفئة / التبريد. تعد مكيفات الهواء المؤهلة من نجمة الطاقة أكثر كفاءة في استخدام الطاقة بنسبة 10٪ على الأقل من الحد الأدنى لمعايير الحكومة الفيدرالية الأمريكية.

### إلكترونيات منزلية
تستخدم أجهزة التلفزيون المؤهلة من نجمة الطاقة طاقة أقل بنسبة 30٪ من المتوسط. في نوفمبر 2008، تم تحسين مواصفات التلفزيون للحد من استخدام الطاقة اثناء وضع استخدام الطاقة، بالإضافة إلى طاقة الاستعداد التي تقتصر على المواصفات الحالية. ستتوفر مجموعة واسعة من أجهزة التلفزيون المؤهلة من نجمة الطاقة.
تشمل الأجهزة الإلكترونية المنزلية المؤهلة الأخرى الهواتف وشواحن البطاريات وأجهزة الفيديو ومحولات الطاقة الخارجية، والتي يستخدم معظمها طاقة أقل بنسبة 90٪.

### إضاءة
تُمنح نجمة الطاقة لمصابيح معينة فقط تفي بمعايير صارمة للكفاءة والجودة والعمر. تستخدم مصابيح الفلوريسنت المؤهلة من نجمة الطاقة طاقة أقل بنسبة 75٪ وتدوم حتى عشر مرات أطول من المصابيح المتوهجة العادية.
إضاءة الصمام الثنائي الباعث للضوء (أل إي دي) المؤهلة من نجمة الطاقة:
- يقلل من تكاليف الطاقة، يستخدم فقط 20-25٪ من الكهرباء التي تستخدمها المصابيح المتوهجة، وتستمر حتى 25 مرة. تستخدم مصابيح أل إي دي من 25٪ إلى 30٪ من كمية الطاقة كمصابيح هالوجين متوهجة، وتدوم 8-25 مرة.[23]
- حرارة منخفضة، تنتج مصابيح أل إي دي حرارة قليلة جدًا.[24]

للتأهل للحصول على شهادة نجمة الطاقة، يجب أن تجتاز منتجات إضاءة أل إي دي مجموعة متنوعة من الاختبارات لإثبات أن المنتجات ستعرض الخصائص التالية:
- السطوع يساوي أو أكبر من تقنيات الإضاءة الحالية (المتوهجة أو الفلورية) ويتم توزيع الضوء جيدًا على المنطقة المراد إضاءتها.
- يظل ناتج الضوء ثابتًا بمرور الوقت، ويتناقص فقط في نهاية العمر المقدر (على الأقل 35000 ساعة أو 12 عامًا على أساس استخدام 8 ساعات في اليوم).
- جودة ألوان ممتازة. يظهر درجة لون الضوء الأبيض واضحًا بمرور الوقت.
- الكفاءة جيدة مثل إضاءة الفلوريسنت أو أفضل منها.
- يضيء الضوء على الفور عند تشغيله.
- لا وميض عند التعتيم.
- لا طاقة عمد إيقاف التشغيل. لا تستخدم الوحدة الطاقة عند إيقاف تشغيلها، باستثناء عناصر التحكم الخارجية، التي يجب ألا تتجاوز قوتها 0.5 واط في حالة إيقاف التشغيل.

### منازل جديدة
تم التحقق من المنازل أو الشقق الجديدة التي حصلت على علامة نجمة الطاقة لتلبية متطلبات كفاءة الطاقة التي وضعتها وكالة حماية البيئة الأمريكية. تعد المنازل المعتمدة من نجمة الطاقة أكثر كفاءة بنسبة 10٪ على الأقل، مع تزويد أصحاب المنازل بجودة وأداء وراحة أفضل. تم تسجيل ما يقرب من 1.9 مليون منزل وشقة معتمدة من نجمة الطاقة حتى الآن. يمكن العثور على هذه المنازل عالية الأداء في جميع أنحاء الولايات المتحدة وتشمل نظام غلاف حراري كامل ونظام تدفئة وتهوية وتبريد عالي الكفاءة ونظام شامل لإدارة المياه وإضاءة وأجهزة موفرة للطاقة. وفر مالكو المنازل الأمريكيون الذين يعيشون في المنازل المعتمدة معًا 360 مليون دولار في فواتير الطاقة الخاصة بهم في عام 2016.

## وصلات خارجية
- نجمة الطاقة موقع حكومي بالإنجليزية